# ورانیلووتسی
ورانیلووتسی (به بلغاری: Vranilovtsi) یک منطقهٔ مسکونی در بلغارستان است که در شهرستان گابروو واقع شده‌است.